# 合眶蜂麻蝇属
合眶蜂麻蝇属（学名：Synorbitomyia）为麻蝇科的一个属。

## 下属物种
本属包括以下物种：
- 台湾合眶蜂麻蝇 Synorbitomyia linearis (Villeneuve)